# オープンスペース
オープンスペースは、かつて吉本興業に所属していた日本のお笑いコンビ。 よしもとNSC通信講座1期生出身。ともに東京都杉並区出身。

## メンバー
- 砂金 秀明（いさご ひであき、1982年8月30日 - ）ツッコミ担当、立ち位置は向かって右。

身長178cm、体重70kg。
解散後は中村亮介（元・バース）とのコンビ「ベル」として活動していたが、2019年12月に解散。その後、2020年7月7日に佐々木光とコンビ「いななき」を結成し、SMA NEET Projectに所属。
- 高橋 亮介（たかはし りょうすけ、1982年6月8日 - ）ボケ担当、立ち位置は向かって左。

身長180cm、体重100kg。
解散後は佐藤修人とのコンビ「タンデムクイーン」として活動中。

## 概説
2005年開設のNSC東京校通信講座の1期生。この講座は翌2006年2月28日に廃止された。通信講座での同期は蓮華など。NSC東京校11期・大阪校28期と同期にあたる。
コンビ名の由来は、2人の出身中学内で利用していた「オープンスペース」から。
2016年8月6日、7月末にてコンビを解散していたことを報告した。

## 出演
- ヨシモト∞
- あらびき団（TBSテレビ）
- 新春ホワイトカーペット（フジテレビ）キャッチコピーは「笑顔が一番」
- 爆笑レッドカーペット（フジテレビ）キャッチコピーは「笑って許して」
- クギづけ 投稿動画ハイスクール（日本テレビ）
- ダウンタウンのガキの使いやあらへんで!!（日本テレビ） - 2011年1月23日『山-1グランプリ』
- ルミネtheよしもと なう。（ルミネ楽屋USTREAM番組）

## 単独ライブ
- 2013年
  - 8月13日 - 「8・13　ネタやりゃー終い!!」　＠渋谷ヨシモト∞ホール
- 2014年
  - 2月20日 - 「2・20 御託はいいから観に来てまっすぐ帰りやがれっ!!」　＠渋谷ヨシモト∞ホール
  - 10月18日 - 「10・18 秋だからって油断してっと風邪引くから1枚羽織って雁首揃えて見に来やがれ!!」　＠大宮ラクーンよしもと劇場